# 次分区 (波兰)
次分区（波蘭語：osiedle，复数为osiedla，原意为“居民点”）是波兰的一种行政区划，通常置于城市、市辖区或城镇之下，具有自己的议会和行政机构。与区和村一样，次分区属于辅助行政区划，由乡议会决定建立，本身不具有行政法人资格。在城镇乡村结合乡中，也可以将整个城镇划归单一的辅助行政区划管辖。
并非所有的波兰城市和城镇都设有次分区。但在很多情况下，“次分区”一词也可以指代住宅区或开发项目。